# Chand Kaur
Marani Chand Kaur (Fatehgarh Churian, 1802 – Lahore, 11 de junho de 1842) foi uma regente do Império Sique. Foi esposa do marajá Kharak Singh e mãe de Nau Nihal Singh, seu único filho.
Em 1840 Kharak Singh e Nau Nihal Singh foram assassinados e, sob a justificativa de que a viúva de Nau Nihal Singh, Sahib Kaur estava grávida, Chand Kaur perseguiu o objetivo de tornar-se regente do sucessor nascituro ao trono. Ela permaneceu como regente por dois meses e meio, de 5 de novembro de 1840 a 18 de janeiro de 1841, abandonando sua pretensão quando Sahib Kaur deu à luz um filho natimorto.
Chand Kaur recebeu uma pensão de 900 000 rúpias e por algum tempo viveu no palácio de seu finado filho em Lahore. Entretanto, seus inimigos ainda a viam como uma ameaça e ela foi espancada até a morte por seus criados em 11 de junho de 1842.

## Família

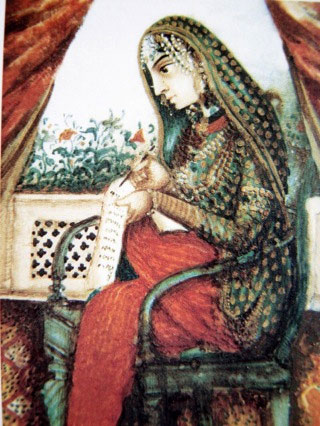
Marani Chand Kaur,
Imperatriz do Império Sique

Chand Kaur nasceu em 1802 em Fatehgarh Churian no distrito de Gurdaspur do Punjabe (atual Índia). Seu pai era Sardar Jaimal Singh, chefe dos Kanhaiya Misl. Em fevereiro de 1812, aos 10 anos de idade, ela casou-se com Raja Kharak Singh, o filho mais velho do marajá Ranjit Singh.  O filho do casal, Nau Nihal Singh, nasceu em 23 de fevereiro de 1821 e em março de 1837 ele casou-se com Sahib Kaur, filha de Sham Singh Atarivala.
Após a morte de Ranjit Singh em 27 de junho de 1839, Kharak Singh foi indicado como seu sucessor e Raja Dhian Singh Dogra como seu wazir (vizir). O novo marajá reinou apenas por poucos meses - até outubro de 1839, quando foi derrubado num golpe de Estado por seu filho, Nau Nihal Singh, e Dhian Singh. Ele foi aprisionado em Lahore até sua morte em novembro de 1840, como consequência de um lento envenenamento. Cronistas contemporâneos sugeriram que o veneno fora administrado sob ordens de Dhiān Siṅgh.
Retornando da cremação de seu pai em 5 de novembro, Nau Nihal Singh passou pelo portal de Hazuri Bagh com seu acompanhante Udam Singh, filho de Gulab Singh de Jammu e Caxemira e sobrinho de Dhian Singh. Enquanto passavam pelo portal pedras caíram do alto, matando Udam Singh e ferindo o príncipe. Dhian Singh, que estava poucos passos atrás, fez com que o príncipe fosse levado imediatamente ao forte. A ninguém foi autorizada a entrada no forte, nem mesmo sua mãe Chand Kaur, que bateu nos portões do forte com suas mãos nuas, tomada pela ansiedade. Testemunhas declaram que, antes de ter sido levado ao forte, o príncipe estava apenas ligeiramente ferido, consciente e, sedento, pedindo por água. Entretanto, quando sua mãe e amigos foram autorizados a entrar no forte, ele estava morto com ferimentos graves na cabeça.

## Regência
Após as mortes de Kharak Singh e Nau Nihal Singh, Dhian Singh apoiou a reivindicação de Sher Singh, o filho da primeira esposa afastada de Ranjit Singh, Mehtab Kaur. Chand Kaur voltou-se para apoiar Gulab Singh. Foi proposto um compromisso no qual Chand Kaur adotaria o filho de Sher Singh, Pratap Singh.
Entretanto, ela disse que a viúva de Nau Nihal, Sahib Kaur, estava grávida e daria à luz um sucessor legítimo. A chegada a Lahore de dois oponentes poderosos de Sher Singh, Sardar Atar Singh Sandhanvalia e Sardar Ajit Singh Sandhanvalia, resolveu a questão. Em 2 de dezembro de 1840 Chand Kaur foi proclamada Marani do Punjabe, com o título Malika Muqaddasa, "Imperatriz Imaculada".
Em 13 de janeiro de 1841, Sher Singh chegou a Lahore. Os regimentos fora dos muros da cidade ficaram a seu lado, deixando Chand Kaur com uma tropa de 5 000 homens e uma quantidade limitada de pólvora contra uma infantaria de 26 000 homens, 8 000 cavalos e 45 canhões. As tropas de Chand Kaur no forte lutaram por dois dias, mas Dhian Singh chegou no início da noite de 17 de janeiro e conseguiu um cessar-fogo. Chand Kaur foi persuadida a aceitar uma pensão e a renunciar à sua pretensão ao trono, sendo que em 27 de janeiro Sher Singh foi formalmente ungido como marajá.

## Aposentadoria e morte
A marani viúva retirou-se para o palácio de seu finado filho em Lahore e recebeu uma pensão de 900 000 rúpias. Em julho de 1841, o filho de Sahib Kaur foi dado à luz natimorto, encerrando qualquer justificativa para uma pretensão de renovação da regência. Entretanto, ela se fez inimiga de Dhian Singh, que substituiu suas criadas com mulheres de Jammu, que a assassinaram em 11 de junho de 1842, esmagando sua cabeça com piques de madeira.
O mausoléu (samadhi) da marani Chand Kaur no terreno da Faculdade Islamia College em Lahore, na mesma plataforma e ao sul dos mausoléus da mãe Kharak Singh, marani Datar Kaur. Entre os mausoléus das duas maranis está o mausoléu menor de Sahib Kaur.